# Amtsgericht Stuttgart-Bad Cannstatt

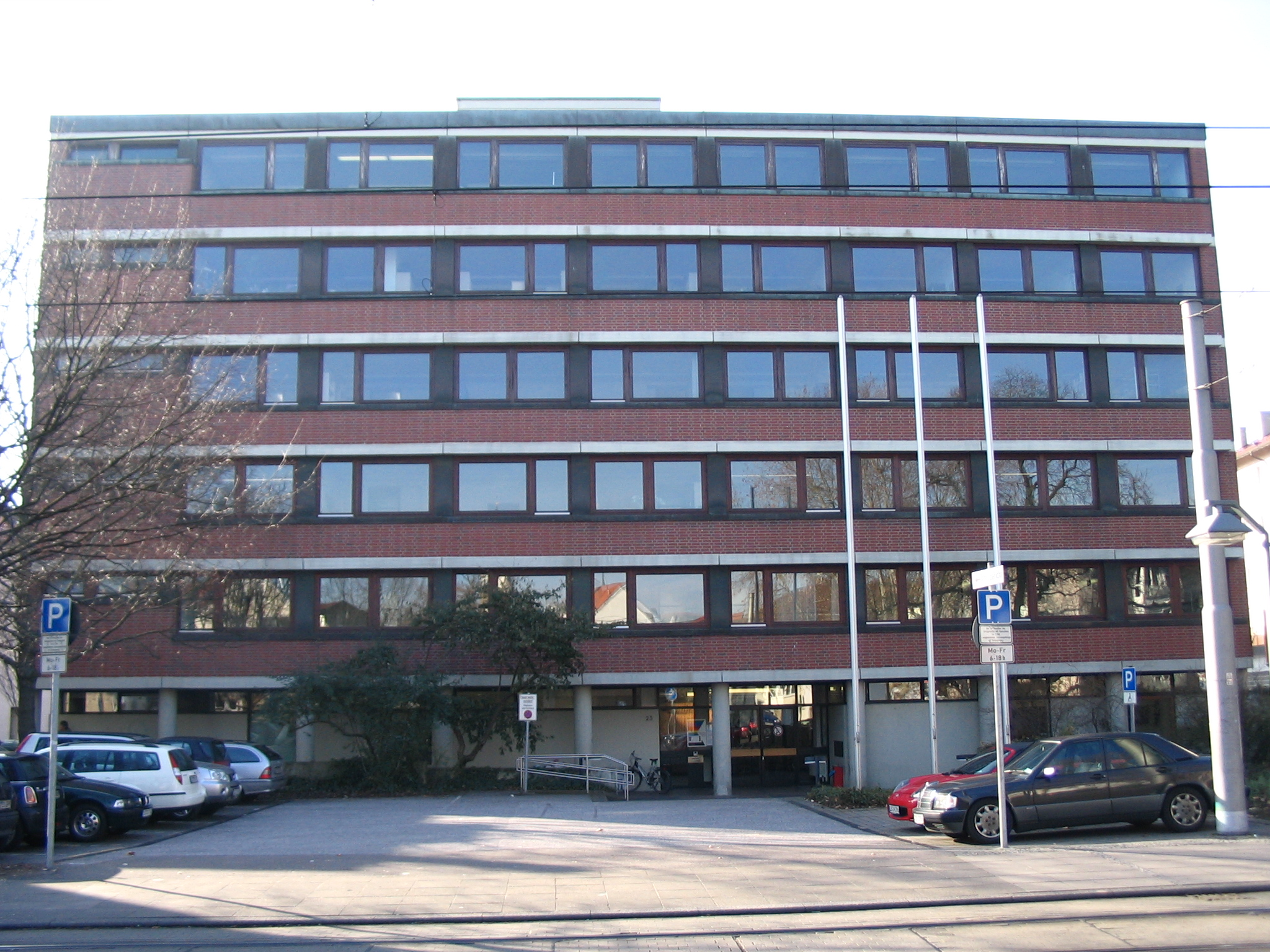
Gebäude des Amtsgerichts Stuttgart-Bad Cannstatt.

Das Amtsgericht Stuttgart-Bad Cannstatt ist ein Gericht der ordentlichen Gerichtsbarkeit. Es ist neben dem Amtsgericht Stuttgart eines von zwei Amtsgerichten in der Stadt Stuttgart und eines von elf Amtsgerichten im Bezirk des Landgerichts Stuttgart.

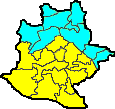
Der Gerichtsbezirk des Amtsgerichts Stuttgart-Bad Cannstatt (blau) nach Stadtbezirken.

## Gerichtsbezirk und -sitz
Gerichtssitz ist Stuttgart-Bad Cannstatt.
Der Gerichtsbezirk des Amtsgerichts Stuttgart-Bad Cannstatt umfasst die Stadtbezirke Stuttgart-Bad Cannstatt, -Untertürkheim, -Obertürkheim, -Feuerbach, -Münster, -Mühlhausen, -Stammheim, -Weilimdorf und -Zuffenhausen.
Für alle anderen Stadtbezirke ist das Amtsgericht Stuttgart zuständig. Daneben werden hier die Verfahren der Immobliarvollstreckung für die Bezirke der Amtsgerichte Waiblingen und Schorndorf durchgeführt.

## Gebäude
Das Gerichtsgebäude befindet sich in der Badstraße 23 in 70372 Stuttgart-Bad Cannstatt.

## Übergeordnete Gerichte
Dem Amtsgericht Stuttgart-Bad Cannstatt ist das Landgericht Stuttgart übergeordnet. Zuständiges Oberlandesgericht ist das Oberlandesgericht Stuttgart.